# 양헌수 승전비
양헌수 승전비(梁憲洙 勝戰碑)는 인천광역시 강화군 길상면 온수리, 전등사에 있는 비석이다. 1995년 11월 14일 인천광역시의 기념물 제36호로 지정되었다.

## 개요
병인양요(1866) 때 프랑스군을 물리쳐 승리를 한 양헌수(1816∼1888) 장군의 공적을 기리고 있는 비이다. 프랑스는 조선 고종 3년(1866) 10월 천주교 탄압을 구실 삼아 극동함대 소속 군함 7척으로 우리나라를 침입하였는데 당시 순무천총 양헌수 장군이 정족산성에 포수 500여 명을 매복 시켰다가 밤에 기습 공격하여 물리쳤다.
양헌수 장군은 헌종 4년(1838) 무과에 급제하여 선전관이 되었고, 병인양요 때 공을 세워 한성부 좌윤으로 특진되었으며 부총관·금위·어영 등을 거쳐 형조판서·금위대장·공조판서 등을 역임하였다.
비는 긴 직사각형으로, 윗변을 둥글게 다듬었다. 고종 10년(1873)에 세운 것으로, 비각을 세워 보호하고 있다.

## 같이 보기
- 병인양요
- 양헌수

## 참고 자료
- 양헌수 승전비 - 국가유산청 국가유산포털